# Еріх Цігер
Еріх Цігер (нім. Erich Zieger; 12 липня 1889, Лейпциг — 21 березня 1945, Берлін) — німецький військово-морський діяч, інженер-адмірал (1 вересня 1942). Кавалер Німецького хреста в сріблі.

## Біографія
1 жовтня 1907 року вступив на службу у ВМФ кандидатом на звання морського інженера. Учасник Першої світової війни, морський обер-інженер (16 вересня 1916). Служив на лінійному кораблі «Віттельсбах» (серпень — вересень 1914), потім головним інженером на міноносцях. З липня 1918 року — інженер 18-й напівфлотіліі міноносців. Відзначений численними нагородами.
Після демобілізації армії залишений на флоті і 18 жовтня 1919 підвищений до обер-лейтенанта. Закінчив Вищу технічну школу в Берліні (1923).
З 1 квітня 1923 по 23 липня 1926 року — інструктор військово-морського училища в Мюрвіку.
З 30 серпня 1926 року — головний інженер крейсера «Німфа», з 28 вересня 1927 року — лінійного корабля «Шлезвіг-Гольштейн».
23 жовтня 1929 року переведений в Морське керівництво референтом Відділу морських військово-навчальних закладів.
1 жовтня 1935 року призначений головним інженером командування флоту. 25 вересня 1936 року очолив Відділ машинобудування ОКМ. 1 грудня 1939 року призначений інспектором корабельних машин. 28 березня 1943 зарахований в резерв ОКМ і 30 липня звільнений у відставку.

## Звання
- Кандидат у морські інженери (1 жовтня 1907)
- Головний кандидат у морські інженери (1 квітня 1908)
- Морський інженер (1 жовтня 1908)
- Головний морський інженер (1 квітня 1910)
- Морський інженер (24 вересня 1911)
- Інженер-обер-лейтенант (18 жовтня 1909)
- Інженер-капітан-лейтенант (1 травня 1921)
- Інженер-корветтен-капітан (1 квітня 1927)
- Інженер-фрегаттен-капітан (1 червня 1931)
- Інженер-капітан-цур-зеє (1 вересня 1933)
- Інженер-контр-адмірал (14 листопада 1939)
- Інженер-віце-адмірал (1 січня 1940)
- Інженер-адмірал (1 вересня 1942)

## Нагороди

### Перша світова війна
- Залізний хрест 2-го і 1-го класу
- Орден Альберта (Саксонія) 2-го класу з мечами
- Військовий Хрест Фрідріха-Августа (Ольденбург) 2-го класу

### Міжвоєнний період
- Почесний хрест ветерана війни
- Медаль «За вислугу років у Вермахті» 4-го, 3-го, 2-го і 1-го класу (25 років)

### Друга світова війна
- Хрест Воєнних заслуг 2-го і 1-го класу з мечами
- Німецький хрест в сріблі (29 квітня 1943)